# Oklahoma City Ford Motor Company Assembly Plant
La planta de ensamblaje de Oklahoma City Ford Motor Company es una estructura de ladrillos de cuatro pisos en el centro de Oklahoma City, Oklahoma. Inaugurada en 1916 por Ford Motor Company como una planta de fabricación del Modelo T, fue una de las 24 plantas construidas por Ford entre 1910 y 1915.